# Пост-интернет искусство
Пост-интернет искусство — это переход интернет-искусства из онлайн-формата в формат материальный. Это течение современного искусства, отображающего не только активность в киберпространстве, но происходящие в культурных и общественных отношениях изменения, обусловленные активным использованием Интернета современным обществом.

## Суть феномена
Данный термин, применяющийся к творчеству художников, которые родились после 1989 года, то есть после появления Всемирной сети, относится не столько к эпохе «после» Интернета, сколько к особому, новому типу мышления в искусстве, которое предлагает выйти за пределы цифровой среды. Художники пост-интернета создают материальные объекты, используя Всемирную паутину. Они снимают фото и видео, создают иллюстрации и живопись, взяв за основу содержимое веб-контента. Таким образом, пост-интернет арт существует в материальном пространстве, а не только онлайн, и выявляет последствия столь широкого использования современным обществом Всемирной сети.

## История
Само определение было дано фото и видеохудожником Арти Виеркантом, согласно которому один из самых парадоксальных аспектов пост-интернет искусства заключается в том, что несмотря на то, что художники активно используют идеи и инструменты сети Интернет, они также по-прежнему работают и в традиционных форматах, таких как живопись или скульптура. Самое главное отличие пост-интернет искусства от нет-арта — это возможность искусства «после интернета» взаимодействовать и с онлайн-, и с офлайн-форматами. «И пока нет-арт существует лишь в сети, пост-интернет арт переносится с экранов мониторов в реально существующие галереи».
Согласно критику Карен Арчли, переход от нет-арта к пост-интернет арту произошёл после выставки AFK Sculpture Park (Away From Keyboard), так как она показала, что художники, ещё недавно создававшие работы лишь для Интернет-платформы, начали выходить в материальное пространство.
Позже, критик Ген Макхью после дискуссии с актрисой и продюсером Марией Олсен сделал вывод, что пост-интернет искусство продолжает развиваться. А недавние выставки, такие как 2014’s Art Post-Internet at the Ullens Center for Contemporary Art в Пекине и the New Museum’s 2015 Triennial 'Surround Audience, служат тому подтверждением.

## Критика
Сегодня, все чаще и чаще понятие пост-интернет критикуют, называя его лишь неясным неологизмом. Так, Марк Трайб, американский художник и основатель некоммерческой художественной организации «Rhizome», критикует идею пост-интернет искусства, считая, что пост-интернет художники «стоят на плечах» таких известных нет-арт художников, как Оля Лялина или Вук Чосич.
При этом, пост-интернет художники стремятся лишь сокрушить прошлое, собрав из его остатков непонятные гибридные формы
Также пост-интернет называют скорее искусством об Интернете, его внутренних течениях, а не искусством самого Интернета как нет-арт. Говоря, о том, что пост-интернет искусство утрачивает своё значение и преимущества именно из-за того, что оно переходит из онлайн-формата в обычный материальный мир, то есть держится за устаревшее представление о роли искусства, а также не пытается переосмыслить пространство для своей работы.
Пост-интернет искусство также часто рассматривают лишь как способ получения прибыли от нематериального нет-арта.

## Влияние на современное искусство
Сегодня пост-интернет искусство считается одним из самых популярных течений современного искусства. Нет-арт теряет свою популярность, так как общество перестало считать Интернет безопасным местом, куда хочется «убежать» от мира с его проблемами и опасностями.
Голландский художник Констант Дулларт, исследуя проблематику взаимодействия искусства со Всемирной сетью, ссылается на то, что хотя Интернет сегодня — важнейшее в мире медиа, меняющее образ жизни и точки зрения большинства жителей планеты, однако, вместе с миллионами людей, его начинают осваивать и регулировать властные структуры. Следовательно, Интернет более не считается безопасным и комфортным с точки зрения приватности. В этом причина того, что нет-арт художники вынуждены выйти за рамки цифровой реальности и перейти в пространство пост-интернет искусства.
Влияние пост-интернет арта на современное искусство подтверждает тот факт, что кураторами Берлинской биеннале 2016 года стали члены интернет-группы DIS, непосредственно повлиявшие на развитие пост-интернет искусства, и даже фактически ставшие его лицом. А значит, можно ожидать того, что после Биеннале пост-интернет арт займёт нишу одного из значимых культурных трендов современной действительности.

## Признаки пост-интернет искусства
- Из цифровой формы в физическую[11]

Формы, которых не существует в реальном мире, «оживают» благодаря пост-интернет художникам.
- Трёхмерные иконки[11]

Теперь значки, иконки и стрелочки, знакомые нам в Интернете, можно увидеть в трёхмерном пространстве.
- Цифровые текстуры[11]

Текстуры, которые раньше можно было увидеть лишь на рабочем столе, сейчас можно потрогать.
- Яркие и нереалистичные цвета[11]

Градиент и слишком яркий цвет, явно созданный в Adobe Photoshop, на реально существующей картине также подскажет, что это работа пост-интернет художника
- Футуристические минералы и камни[11]

Скульптуры из будущего, сделанные из необычных камней или минералов.
- Материи цифровых технологий[11]

Любой материал, не существующий в реальном мире и явно созданный при помощи цифровых технологий.

## Известные художники
Арти Виеркант — придумал термин «пост-интернет». Этот художник создаёт работы из цветной плёнки, которые являются симбиозом скульптуры и фотографии.
Оливер Ларик — его работы — это видеозаписи и изображения на основе «общего» контента, который загружают интернет-пользователи.
Катя Новичкова — называет область своих исследований цифровой экологией. Создаёт сознательно сконструированные инсталляции, которые похожи на результаты обработки графических файлов.
Джон Рафман — с помощью системы Google Street View художник знакомит зрителей с кадрами, зафиксировавшими какие-либо нестандартные ситуации, но существующими лишь в сети, сквозь призму виртуального мира. Он стремится показать, как Всемирная паутина взаимодействует с эмоциями и чувствами человека.
Степан Рябченко — известен своими монументальными работами и видеоинсталляциями, в которых создает цифровую вселенную со своими героями и мифологией, а также визуализацией несуществующих образов, таких как компьютерные вирусы, электронные ветры, виртуальные цветы и т. д.
Сандра Андерлон — излюбленная техника художницы — коллаж. Она соединяет тысячи изображений из сети в одну масштабную картину. Её работы — это совершенно новые миры, изображающие жизнь во всех её проявлениях.

## Веб-сайты
- www.artievierkant.com
- www.katjanovi.net
- cosmoscarl.co.uk
- http://www.vvork.com
- www.sanderlon.com
- http://dissociations.com/87
- http://calvertjournal.com/features/show/6123/special-report-post-internet-art
- www.jonrafman.com